# 起义者大道

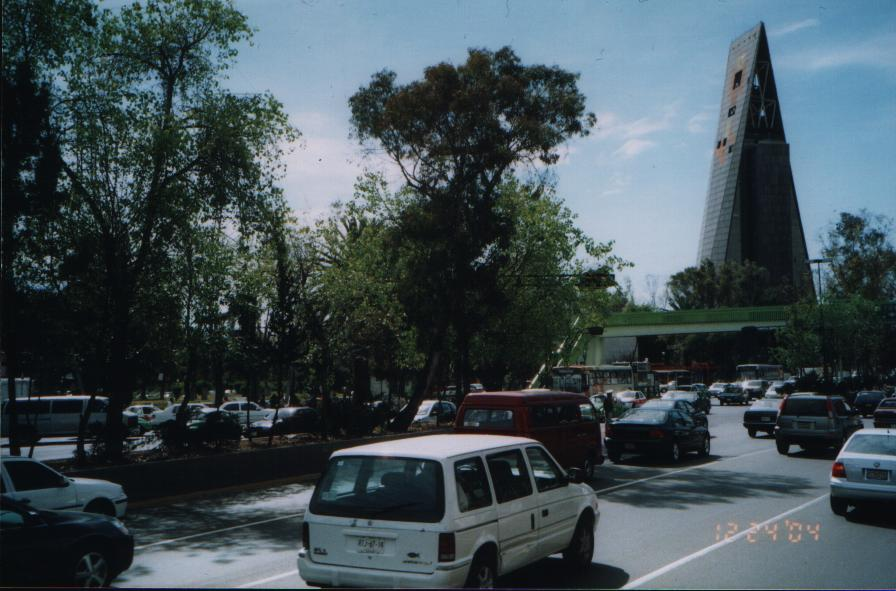
起义者大道

起义者大道（西班牙語：Avenida de los Insurgentes）是墨西哥城最长的一条街道，据说也是全世界最长的街道，它全长28.8公里，南北纵贯全市。这条大街得名于1810年到1821年墨西哥独立战争期间为墨西哥从西班牙独立而战的起义军。起义者大道起源于20世纪初的百年纪念大道（Via del Centenario，从市中心到南郊）